# Ripsaw
Il Ripsaw è un genere musicale che ha avuto origine nelle Isole Turks e Caicos, in particolare nelle Caicos centrali e settentrionali. Una variante strettamente correlata, il rake-and-scrape, si suona alle Bahamas. La sua caratteristica più distintiva è l'uso della sega a mano come strumento principale, insieme a vari tipi di tamburi, box guitar, concertina, triangolo e fisarmonica.
La sega viene suonata raschiando un oggetto, di solito una vecchia lama di coltello, lungo i denti della sega. Il suono è simile a una carta strappata e si ritiene che sia l'origine del termine ripsaw. Rake-and-scrape deriva dal metodo utilizzato da un suonatore per creare suoni dalla sega.
Sebbene si sappia poco sulla genesi del ripsaw, due importanti teorie ipotizzano che lo strumento venisse suonato per imitare il suono del güiro, uno strumento a percussione dominicano e haitiano e che i coloni lealisti negli Stati Uniti portarono i loro schiavi africani nelle isole e questi schiavi inventarono il ripsaw per imitare il suono dello strumento shekere.
Alle Bahamas, Cat Island è l'unico luogo in cui celebrare rake-and-scrap su larga scala. Durante la celebrazione del Labor Day di giugno, l'isola tiene un festival a Cat Island di Rake e Scrape.